# Опыт написания истории Армянского царства
Опыт написания истории Армянского царства — книга братьев Якова и Давида Арзановых, изданная в 1827 году. Хронологические рамки исследования охватывают более двадцати пяти веков.

## История написания
Идея написать историю Древней Армении у братьев Арзановых зародилась, судя по всему, за много лет до восшествия на престол Николая I. Как утверждает Аким Арутюнов, выбрав объектом своего научного исследования древнюю историю Армении, учёные никак не связывали её с политикой России в Закавказье, Балканах и на Чёрном море. Ознакомление с библиографией научной проблемы и перечнем источников, использованных при написании книги, показывает, что её публикации предшествовала многолетняя большая и сложная научно-исследовательская работа. Сложность работы заключалась прежде всего в том, что источниками исследования служили в основном труды восточных, греческих и римских историков и писателей, а также европейских авторов.
Наставниками братьев Арзановых при написании книги являлись основатель Московского армянского учебного заведения Иоаким Лазаревич Лазарев, профессор, статский советник и кавалер Алексей Мерзляков и профессор, статский советник Михаил Каченовский.
Написание книги было закончено в 1826 году, а в начале августа было получено разрешение Цензурного комитета на её издание.
Труд опубликовали в Москве в 1827 году − в год открытия Лазаревского института восточных языков. Было отпечатано всего 100 экземпляров, что является библиографической редкостью.